# جوسی فروت
جوسی فروت (انگلیسی: Juicy Fruit) شرکت صنایع غذایی آمریکایی است، که در سال ۱۸۹۳ تأسیس شد.